# مؤسسة ريتشارد جيه دونوفان الإصلاحية
مؤسسة ريتشارد جيه دونوفان الإصلاحي (RJD) هي سجن حكومي تابع لولاية كاليفورنيا يقع في جنوب مقاطعة سان دييغو غير المدمجة،  بالقرب من مدينة سان دييغو. وهي تابعة لمؤسسة إدارة الإصلاحات وإعادة التأهيل في كاليفورنيا. تمتد المؤسسة على مساحة 780 أكر (320 هكتارًا). وهي السجن الحكومي الوحيد في مقاطعة سان دييغو. سُمّيت المؤسسة نسبةً إلى ريتشارد ج. دونوفان.
يقع السجن على هضبة تبعد حوالي 1.5 ميل (2.4 كـم) عن الحدود بين المكسيك والولايات المتحدة،  في سفوح أوتاي ميسا المطلة على الحدود. تتواجد ستة مواقع أخرى مُرتبطة بإنفاذ القانون إلى جانب مؤسسة ريتشارد جيه دونوفان الإصلاحية في منطقة أوتاي ميسا.
من ضمنها مركز احتجاز أوتاي ميسا، وهو سجن اتحادي يديره القطاع الخاص بواسطة شركة كورسيفيك، هو أحد المرافق الموجودة في المنطقة. وتشمل المرافق الأخرى:
- مركز جورج بيلي للاحتجاز (مقاطعة سان دييغو)
- مركز إعادة الإدماج شرق ميسا (مقاطعة سان دييغو)
- مركز الاحتجاز رقم 8 (مقاطعة سان دييغو)
- مركز احتجاز الأحداث شرق ميسا (مقاطعة سان دييغو)
- مجمع تدريب للأسلحة النارية متعدد الاختصاصات يُستخدم من قبل مكتب التحقيقات الفيدرالي، وخدمة الجمارك، وقوات الشرطة المحلية.

## المراكز
صُممت زنازين السجن لاستيعاب شخص واحد فقط، لكن بسبب الاكتظاظ، أصبح العديد منها يضم أكثر من سجينين. على سبيل المثال، في مارس 2012، تجاوز عدد السجناء في المؤسسة 166.6% من السعة المخصصة لها.
اعتبارًا من 31 يوليو 2022، كان السجن يحتوي على 3,074 نزيلًا. وهذا يعني أن السجن كان مكتظًا بنسبة 102.7% من سعته الأصلية.
اِفتُتِحت مؤسسة ريتشارد جيه دونوفان الإصلاحي في عام 1989، لاستقبال السجناء الجدد من جميع أنحاء جنوب كاليفورنيا. لكن في عام 2012، تغيرت مهمة المؤسسة، حيث حَولت ثلاثة من أصل خمسة مباني لها إلى مرافق مخصصة للسجناء ذوي الاحتياجات الحساسة. بالإضافة إلى ذلك، تقدم المؤسسة الإيواء والعلاج للسجناء الذين يعانون من اضطرابات نفسية شديدة أو مشاكل طبية متوسطة إلى عالية الخطورة.
كما تحتوي المؤسسة على خمس كنائس متعددة الأديان. يحصل كل دين ممثل فيها على مجموعة من الخزائن لتخزين المواد الدينية.
يضم السجن مخبزًا يخدم المؤسسة وخمس مؤسسات أخرى تابعة لإدارة الإصلاحات وإعادة التأهيل في كاليفورنيا. ينتج المخبز يوميًا حوالي 9,760 رغيف خبز. اعتبارًا من عام 2010، كان يعمل في المخبز نحو 85 سجينًا. في ذلك العام، تراوحت رواتب السجناء العاملين في المخبز بين 90 دولارًا (125.75 دولارًا بالقيمة الحالية للدولار) و100 دولار (139.72 دولارًا بالقيمة الحالية للدولار). وذكرت محطة KPBS أن وظائف المخابز كانت مرغوبة مقارنةً بوظائف العاملين في النظافة وغيرها، التي تتراوح رواتبها الشهرية بين 24 و48 دولارًا.
يحتوي السجن أيضًا على مصنع للأحذية، حيث تُصنع الأحذية المستخدمة من قبل السجناء في جميع مرافق التابعة لمؤسسة إدارة الإصلاحات وإعادة التأهيل في كاليفورنيا. يُنتج المصنع مواد عالية الجودة وحتى منخفضة الجودة، حيث يصنع حوالي 1,000 حذاء يوميًا. في عام 2010، تراوحت رواتب الموظفين بين 90 و100 دولار، مما جعل وظائف مصنع الأحذية مرغوبة في مؤسسة دونوفان.
كان السجن يضم سابقًا مصنعًا للنظارات، حيث كان يُصنع نظارات للمرضى المستفيدين من برنامج ميدي-كال. عمل في المصنع حوالي 115 سجينًا، لكنه أغلق في عام 2009. وفي عام 2010، كانت هناك مناقشات حول إمكانية إعادة فتحه.
في 22 نوفمبر 2013، نُقل سرحان سرحان إلى مؤسسة دونوفان. أُدين سرحان بتهمة اغتيال روبرت ف. كينيدي. وجاء هذا النقل إلى دونوفان بالصدفة، في الذكرى الخمسين لاغتيال شقيق روبرت كينيدي، جون ف. كينيدي.

## الأنشطة
يحق للسجناء في المستوى الرابع (أقصى درجات الأمن) قضاء 15 ساعة في الساحة.
صدرت أوامر قضائية عام 2021، تُلزم حراس السجون بارتداء الكاميرات الجسدية أثناء تعاملهم مع السجناء. وذلك بسبب وجود ثقافة الانتقام. شملت بعض حالات استخدام القوة المفرطة من قبل الحراس، قلب الكراسي المتحركة للسجناء المعوقين، وضرب سجين يعاني من ضعف السمع على وجهه عندما طلب التواصل الكتابي من الحارس لأنه لم يسمع ما قاله، بالإضافة إلى استخدام رذاذ الفلفل على السجناء الذين يعانون من اضطرابات نفسية.

## النزلاء
في عام 2010، كان عدد السجناء في مؤسسة دونوفان الإصلاحية حوالي 4,800 سجين. كان بين 150 و200 من هؤلاء السجناء من السكان الأصليين.
خلال ذلك العام كان السجناء ينتمون إلى 15 ديانة مختلفة.

## السجناء البارزين

### سجناء حاليون
| اسم السجين          | رقم التسجيل | الحالة                                                           | التفاصيل |
| ------------------- | ----------- | ---------------------------------------------------------------- | --- |
| سيمارون بيل ‏        | AI1378      | محكوم عليه بالإعدام.                                             | مدان بقتل 4 أشخاص. |
| خافيير بولدن        | AV2228      | محكوم عليه بالسجن مدى الحياة مرتين بدون إمكانية الإفراج المشروط. | يُعتبر أحد الجانيين في جرائم القتل التي وقعت في عام 2012، حيث قتل مينغ كو ويينغ وو، قام بولدين ورجل آخر يدعى برايان بارنز، بقتل الطلاب في سيارتهم بالقرب من حرم جامعة كاليفورنيا الجنوبية. |
| جيسي جيمس هوليوود   | AC4442      | محكوم عليه بالسجن مدى الحياة بدون إمكانية الإفراج المشروط.       | أحد المشاركين في جريمة الاختطاف وقتل نيكولاس ماركوفيتش عام 2000. هرب جيسي إلى البرازيل، قبل أن يتم تسليمه إلى أمريكا وإدانته بجرائمه.                                                     |
| سوج نايت            | BH6458      | يقضي حكمًا لمدة 28 عامًا.                                          | الرئيس التنفيذي السابق والشريك المؤسس لشركة ديث رو ريكوردز الذي أُدين بالقتل غير العمد في وفاة تيري كارتر عام 2015 حيث قام سوج بدهسه بسيارته.                                              |
| دانيال ويليام مارش  | AW0819      | محكوم عليه بالسجن لمدة تتراوح بين 52 سنة إلى مدى الحياة.         | مرتكب جرائم القتل الوحشية في عام 2013 قتل كلوديا موبيان وأوليفر نورثوب حيث طعن مارش الزوجين المسنين حتى الموت وشوه جُثتيهما.                                                               |
| إريك غالين مينينديز | K14101      | محكوم عليهما بالسجن مدى الحياة.                                  | كلاهما مدان بجرائم قتل والديهما في عام 1989، خوسيه وماري مينينديز. |
| جوزيف لايل مينينديز | K13758      | محكوم عليهما بالسجن مدى الحياة.                                  | كلاهما مدان بجرائم قتل والديهما في عام 1989، خوسيه وماري مينينديز. |
| مارك روغووسكي       | H27508      | محكوم عليه بالسجن مدى الحياة؛ مع عدم إمكانية الإفراج المشروط.    | متزلج سابق أدين باغتصاب وقتل جيسيكا بيرغستين في عام 1991. |

- أناند جون - مصمم أزياء سابق أُدين بتهمة الاغتصاب وجرائم جنسية أخرى.[50]
- كينيث كيمز جونيور – ابن وشريك سانتي كيمز  [لغات أخرى]‏.[51]
- تشارلز راي ميريت - مرتكب جرائم قتل عائلة ماكستاي عام 2010.[52]
- جيمس ميتشل - وريث شركة ميتشل براذرز لإنتاج الأفلام الإباحية في سان فرانسيسكو، التي تعد واحدة من العائلات الرائدة في صناعة الأفلام الإباحية خلال الستينيات والسبعينيات. ميتشل هو ابن جيم ميتشل، الذي أسس إمبراطورية الترفيه للبالغين الشهيرة مع شقيقه آرتي. أُدين بقتل والدة ابنته، حيث حُكم عليه في عام 2011 بالسجن لمدة 35 عامًا إلى مدى الحياة بعد أن قتلها بمضرب بيسبول في فناء المنزل بمدينة نوفاتو، واختطاف ابنته الصغيرة في عام 2009.[53]
- بيلي دورييا شيل – أُدين بتهمة القتل من الدرجة الثانية.[54][55][56]
- سرحان سرحان – قاتل روبرت ف. كينيدي.[57]
- بريت توماس  [لغات أخرى]‏ – قاتل ومغتصب مراهق ارتكب سلسلة من الجرائم.[58][59]
- تايلر ويليامز - مرتكب جريمة قتل غاري ماتسون ووينفيلد مودر  [لغات أخرى]‏.[60]
- تكس واتسون – قاتل مدان وعضو في عائلة مانسون .[61]
- جو سون  [لغات أخرى]‏ - مقاتل فنون قتالية مختلطة ومدير وممثل. حكم عليه بالسجن لمدة تتراوح بين 34 عامًا إلى مدى الحياة لارتكابه جرائم مختلفة بما في ذلك الاغتصاب والقتل غير العمد.

### سجناء سابقون
- أنيراي براون  [لغات أخرى]‏ - مغني راب وعضو في عصابة كريبس المعروفة باسم إكس رايديد، أُدين بارتكاب جريمة قتل مرتبطة بالعصابة؛ أُطلق سراحه المشروط في عام 2018.[62]
- جون جيترو  [لغات أخرى]‏ - قاتل متسلسل مدان.[63]
- روي نوريس  [لغات أخرى]‏ - قاتل يُعرف باسم صندوق الأدوات؛ نقل لاحقًا إلى مؤسسة طبية في كاليفورنيا  [لغات أخرى]‏[بحاجة لمصدر]، حيث توفي لأسباب طبيعية بعد أسبوع في 24 فبراير 2020، عن عمر يناهز 72 عامًا.[64][65]
- جون روبرت شريفر - عالم فيزياء وحائز على جائزة نوبل أدين وحُكم عليه بالسجن لمدة عامين بتهمة القتل غير العمد. توفي شريفر في دار رعاية في فلوريدا في يوليو 2019، عن عمر يناهز 88 عامًا.[66][67]
- أنترون سينجلتون  [لغات أخرى]‏ - مغني راب معروف باسم بيج لورش أدين بقتل وأكل لحم زميله في السكن.[بحاجة لمصدر][ بحاجة لمصدر ]

## الروابط الخارجية
- الصفحة الرسمية لمؤسسة ريتشارد جيه دونوفان الإصلاحية
- الموقع الرسمي لدائرة الإصلاح والتأهيل في كاليفورنيا